# Celeuma

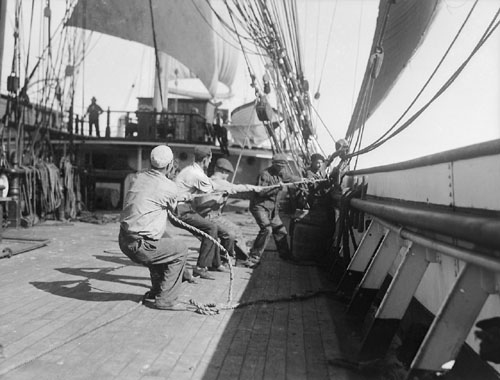
Marinheiros cantavam celeumas enquanto executavam atividades laborais nas embarcações.

Celeuma é um tipo de canção de trabalho que já foi de comum uso como acompanhamento para a execução de atividades repetitivas de marinheiros em navios mercantes e veleiros.
Os celeumas guardam fortes relações com os cânticos militares e outras tradições musicadas de instituições como as marinhas. Eles eram notavelmente influenciados por cantigas africanas. O repertório poderia receber influência de músicas populares de determinadas épocas que eram do gosto dos marinheiros, incluindo minstrelsy, marchas famosas e música tradicional, as quais eram adotadas de acordo com sua adequação rítmica às atividades laborais. Tais trabalhos, que comumente requeriam esforços coordenados e sincronizados dos grupos de tripulantes, envolviam sobretudo ações de empurrar ou puxar, como o levantamento de âncoras, a armação de velas ou o remar.